# Bill i Ben
Bill i Ben (ang. Bill and Ben, 2001-2005) – serial animowany produkcji brytyjskiej. Zawiera 52 odcinki po 10 minut.

## Wersja polska
Opracowanie i udźwiękowienie wersji polskiej:
- na zlecenie BBC Worldwide – Master Film (odc. 1-2),
- Studio Sonica (odc. 3-52)

Wystąpili:
- Sławomir Pacek – Bill
- Łukasz Lewandowski – Ben
- Anna Apostolakis – Słonka
- Klementyna Umer – Oset
- Modest Ruciński – Robak
- Andrzej Blumenfeld – Żółw
- Grzegorz Małecki – Narrator (odc. 1-2)
- Wojciech Paszkowski – Narrator (odc. 3-52)
- Jolanta Wołłejko – Sroka
- Michał Głowacki – Prządka

i inni
Lektorzy:
- Paweł Bukrewicz (odc. 1-2),
- Jerzy Dominik (odc. 3-52)

## Spis odcinków
| N/o            | Polski tytuł             | Angielski tytuł                |
| -------------- | ------------------------ | ------------------------------ |
|                |                          |                                |
| SERIA PIERWSZA |                          |                                |
|                |                          |                                |
| 01             | Pomoc na wyścigach       | The Tortoise and the Pots      |
|                |                          |                                |
| 02             | Lot latawcem             | Go Fly a Kite                  |
|                |                          |                                |
| 03             | Kawałek nieba            | A Piece Of Sky                 |
|                |                          |                                |
| 04             | W upalny dzień           | The Hottest Day                |
|                |                          |                                |
| 05             | Śmieciowe zawody         | Litterhog                      |
|                |                          |                                |
| 06             | Lepiące kłopoty          | Sticky Problems!               |
|                |                          |                                |
| 07             | Poszukiwanie sałaty      | In Search of a Lettuce         |
|                |                          |                                |
| 08             | Siła muzyki              | The Big Time Band              |
|                |                          |                                |
| 09             | Szukając Pajączki        | One of our Spiders is Missing  |
|                |                          |                                |
| 10             | Niespokojna noc          | Here comes the Sun             |
|                |                          |                                |
| 11             | Niepachnący ogród        | Phwoooar                       |
|                |                          |                                |
| 12             | Dziwna okrągła rzecz     | Around & Around                |
|                |                          |                                |
| 13             | Sen zimowy               | The Big Sleep                  |
|                |                          |                                |
| 14             | Urodziny żółwia          | Ben has a Visitor              |
|                |                          |                                |
| 15             | Niespokojna noc          | A Night to Remember            |
|                |                          |                                |
| 16             | Obrazek dla żółwia       | A Picture for Slowcoach        |
|                |                          |                                |
| 17             | Szukanie skarbów         | Treasure Garden                |
|                |                          |                                |
| 18             | Skaczący słoik           | The Jumping Jar                |
|                |                          |                                |
| 19             | Poszukiwania Robalka     | The Great Worm Hunt            |
|                |                          |                                |
| 20             | Grające pajęczyny        | The Singing Cobwebs            |
|                |                          |                                |
| 21             | Nowe zabawy              | Game for a Laugh               |
|                |                          |                                |
| 22             | Zabawa i łzy             | Tears Before Bedtime           |
|                |                          |                                |
| 23             | Złotka ogląda świat      | Weed sees the World            |
|                |                          |                                |
| 24             | Zabawy na śniegu         | The Snow Castle                |
|                |                          |                                |
| 25             | Dwa nowe Doniczkowce     | Two New Flowerpot Men          |
|                |                          |                                |
| 26             | Śniegowy człowiek        | The Shiny Man                  |
|                |                          |                                |
| SERIA DRUGA    |                          |                                |
|                |                          |                                |
| 27             | Cisza i spokój           | All Quiet on the Flowerpot     |
|                |                          |                                |
| 28             | Przeziębienie            | Looking After Ben              |
|                |                          |                                |
| 29             | Brat żółwia              | Slowcoach’s Brother            |
|                |                          |                                |
| 30             | Spotkanie z Lulu         | Meeting Lulu                   |
|                |                          |                                |
| 31             | Dwaj źli faceci          | Two Angry Men                  |
|                |                          |                                |
| 32             | DżoDżo zwiedza świat     | Whoops takes a Trip            |
|                |                          |                                |
| 33             | Tęcza                    | The Rainbow                    |
|                |                          |                                |
| 34             | Puszkowe telefony        | Tin Can telephone              |
|                |                          |                                |
| 35             | Magnes                   | The Magnet                     |
|                |                          |                                |
| 36             | Nie ma jak w domu        | Home Sweet Home                |
|                |                          |                                |
| 37             | Potwór, którego nie było | Down in the Cellar             |
|                |                          |                                |
| 38             | Zabawa z wodą            | Water Water Everywhere         |
|                |                          |                                |
| 39             | Najlepszy przyjaciel     | A Gnome’s Best Friend          |
|                |                          |                                |
| 40             | Dzień kawałów            | Ballon Tricks                  |
|                |                          |                                |
| 41             | Bąbelkowe przygody       | Bubble Trouble                 |
|                |                          |                                |
| 42             | Opiekunowie              | The Perfect Nut                |
|                |                          |                                |
| 43             | Niezły zespół            | Flowerpot Band                 |
|                |                          |                                |
| 44             | Rozgniewany żółw         | Slowcoach gets Cross           |
|                |                          |                                |
| 45             | Dobry żart, wiele wart   | Every Cloud has a Silly Lining |
|                |                          |                                |
| 46             | Wspinaczka               | Whimsy the Brave               |
|                |                          |                                |
| 47             | Urodziny Złotki          | Weed’s Birthday                |
|                |                          |                                |
| 48             | Hałas w piwnicy          | A Cellar full of Noise         |
|                |                          |                                |
| 49             | W śniegu jak w domu      | Snow Place Like Home           |
|                |                          |                                |
| 50             | Skoki po pajęczynach     | Bouncing Cobwebs               |
|                |                          |                                |
| 51             | Wielka odwilż            | The Big Thaw                   |
|                |                          |                                |
| 52             | Sporty zimowe            | Winter Sports                  |
|                |                          |                                |

## Opis odcinków
Seria I
- 1. Bill i Ben namawiają Guzdrałę na konkurs w zbieraniu orzeszków. Okazuje się, że bycie powolnym i spokojnym ma swoje zalety...
- 2. Pry zauważa, że zniknął jej skarb. Prosi Billa i Bena o pomoc. Skarb się odnajduje, ale przyjaciele będą mieli problem z powrotem do domu.
- 3. Bill i Ben szukają sposobu, by upiększyć część ogrodu. Okazuje się, że nie będzie to takie proste jak im się wydawało.
- 4. Jest bardzo gorąco i Weed czuje się śpiąca. Bill i Ben przeszukują ogród, starając się znaleźć rzeczy, które mogą ochronić Weed przed słońcem.
- 5. Bill i Ben budzą się i zauważają, że cały ogród pełen jest śmieci. Weed organizuje konkurs. Kto posprząta najwięcej śmieci? Nagle zaczynają się dziać dziwne rzeczy...
- 6. Bill i Ben odkrywają w ogrodzie coś, co mogłoby im pomóc wyjść z tarapatów. Okazuje się jednak, że będzie to raczej przeszkoda, a nie pomoc!
- 7. Bill i Ben szukają w ogrodzie sałaty. Oset próbuje znaleźć okazje do zrobienia psikusa, a pomidor pomaga kolegom.
- 8. Kiedy Bill i Ben odkrywają, że Weed jest smutna, za wszelką cenę chcą ją rozweselić. Nic jednak nie działa... Wszystko się zmienia, gdy pajęczyca Whimsy robi pajęczynę.
- 9. Whimsy się przestraszyła i uciekła. Bill i Ben postanawiają ją znaleźć. Whimsy nie chce wrócić z powodu dziwnych dźwięków. Co to może być?
- 10. Kiedy zapada noc, Oset znowu wykorzystuje okazję, by zrobić kolejny dowcip. Wszystko stanie się jasne, gdy noc zamieni się w dzień!
- 11. W ogrodzie coś naprawdę brzydko pachnie. Bohaterowie wyruszają w poszukiwaniu źródła zapachu. Kiedy odkryją już, skąd się bierze, będą musieli sprawić, by zniknął.
- 12. Kiedy Bill i Ben znajdują w ogrodzie dziwny, okrągły przedmiot, postanawiają zwrócić go właścicielowi. Jednak wiewiórka Scamper nie jest zachwycona tym pomysłem...
- 13. Bill i Ben chcą, by w ogrodzie panowała cisza. Ale jeż – Boo – przygotowuje się do snu zimowego. To, co miało być łatwym zadaniem, stanie się trudniejsze, niż spodziewali się bohaterowie.
- 14. Pewnego wieczora, po powrocie do domu, Ben odkrywa, że ktoś zakorzenił się w jego doniczce... Bill i Ben będą musieli przesadzić gościa, zanim wrócą do swoich doniczek.
- 15. Bill i Ben budzą się pewnego ranka i zauważają, że odwiedził ich nieproszony gość. Czekają, aż zrobi się ciemno, by wprowadzić w życie swój plan.... I nagle okazuje się, że nie wszystko jest takie, na jakie wygląda.
- 16. W pewien wietrzny poranek, coś wpada do ogrodu. Ale Bill i Ben zgubią to, co przywiał wiatr i spędzą resztę dnia na poszukiwaniach.
- 17. Kiedy pojawia się pomysł zabawy w szukanie najciekawszej rzeczy w ogrodzie, Bill i Ben oraz ich przyjaciele wyruszają w poszukiwaniu skarbu.
- 18. Tad, dobra sąsiadka i koleżanka-żaba, wpakuje się w niezłe tarapaty. Bill i Ben przeprowadzą własne śledztwo i rozwiążą zagadkę...
- 19. Bill i Ben odkryli ogrodowego szlaucha – teraz świetnie się nim bawią. Ale kiedy zaginie ich kolega, rozpoczynają się poszukiwania. Ktoś siedzi na dowodach!
- 20. Pewnego ranka Bill i Ben odkrywają swoje ukryte, muzyczne talenty, kiedy zauważają, że pająk – Whimsy – stworzył piękną, nową pajęczynę
- 21. Pewnego dnia Bill i Ben wymyślają nową zabawę. Nagle wszystko zaczyna znikać. W końcu pojawia się Pry, by rozwiązać zagadkę.
- 22. Scamper odkrywa coś, co bierze za dużego orzecha, ale Bill i Ben nie są o tym przekonani. Muszą rozwiązać zagadkę.
- 23. Weed odkrywa, że życie to coś więcej niż ogród i chce podróżować po świecie. Wiedząc, że to niemożliwe, Bill i Ben przyprowadzą świat do Weeda.
- 24. Spadł śnieg i w całym ogrodzie jest biało. Bill i Ben postanawiają wybudować śniegowy zamek. Ale kiedy budzą się następnego ranka, nie wygląda on tak jak dzień wcześniej.
- 25. Kiedy Tad dowiaduje się, że w pobliskim ogrodzie, w stawie mieszka inna żaba, Bill i Ben postanawiają to sprawdzić. Wkrótce odkrywają, że staw ma jeszcze innych mieszkańców!
- 26. Bill i Ben odkrywają w ogrodzie zaspę śnieżną i zamieniają ją w coś, co będą mogli pokazać Weedowi. Ślamazara pomaga w przenoszeniu śniegu, na więcej niż jeden sposób.

Seria II
- 1. Slowcoach ma dosyć hałasu, jaki robią Bill i Ben, trzeba więc wymyślić dla nich nową zabawę. Nazywa się ona: „ Zabawa w ciszę”. Ale bohaterowie nie umieją się w nią bawić.
- 2. Ben bardzo się przeziębił. Bill zabiera go w spokojne i ciepłe miejsce, gdzie będzie mógł odpocząć. Jego przyjaciele mają nadzieję, że Ben poczuje się wkrótce lepiej.
- 3. Brat Slowcoacha przyjeżdża do niego w odwiedziny. Ale okazuje się, że nie jest mile widzianym gościem. Wszystko zależy teraz od Billa, Bena i jego przyjaciela, by zmusić go do wyjazdu.
- 4. Kiedy Tad przychodzi z ładną lalką, Bill i Ben chcą zwrócić jej uwagę na siebie.
- 5. Bill i Ben kłócą się podczas gry w "Polowanie na marchewkę". Slowcoach orientuje się, że nadal nie są niepogodzeni. Przyjaciele Todda i rodzina krabów zdają sobie sprawę, że bardzo się różnią.
- 6. Żabek znajduje sterowane pilotem Autko, który mknie pomiędzy wszystkimi w ogrodzie. Kiedy tylko Bill i Ben nauczą się, jak obsługiwać auto, będą mogli przewieźć przyjaciela.
- 7. Kiedy Bill i Ben widzą tęczę, postanawiają ją złapać, ale okazuje się, że nie jest to tak łatwe, jak im się wydawało.
- 8. Bill i Ben znajdują puste puszki i odkrywają, że połączone ze sobą, mogą stworzyć telefon. Boo gdzieś utknął i nowe urządzenie pomoże mu się wydostać z pułapki.
- 9. Bill i Ben bawią się w piwnicy i znajdują magnes, który pomoże im odszukać zagubionych okularów przyjaciela.
- 10. Bill i Ben uczą się, że można mieć dosyć nawet przyjemnych rzeczy, kiedy są już zmęczeni doglądaniem Żaby Tada, która wprowadziła się do mieszkania obok.
- 11. Podczas zabawy w chowanego Ben odkrywa przypadkiem piwnicę znajdującą się pod domem.
- 12. Bill i Ben ratują Różę przed zraszaczem ogrodowym i zanoszą go do drzwi naprzeciwko. Ich dobry czyn okazuje się niedźwiedzią przysługą, gdy niechcący zalewają dom Ślamazary.
- 13. Bill i Ben martwią się, że Ogrodowy Gnom nie ma przyjaciół. Kiedy nie udaje im się znaleźć przyjaciela, postanawiają z różnych rzeczy sami mu go zbudować.
- 14. Tad próbował różnych sztuczek na bohaterach, ale gdy Bill i Ben znajdują balon na hel, odzyskują swoją własność.
- 15. Kiedy Bill i Ben znajdują butelkę z płynem do czyszczenia i mieszają zawartość z wodą, Whoops wpada w poważne, bąbelkowe tarapaty!
- 16. Bill i Ben grają w nową grę i zapominają, że mieli opiekować się malutkim bratankiem przyjaciela.
- 17. Bill i Ben słyszą dużo ciekawych dźwięków dobiegających z ogrodu, które łączą ze sobą, tworząc wspaniałą muzykę.
- 18. Slowcoach nie jest zainteresowany rysunkami wykonanymi przez Billa i Bena i denerwuje się, gdy chłopcy przypadkowo niszczą jego ulubiony obrazek.
- 19. Bill i Ben postanawiają stworzyć chmurę, a Slowcoach odkrywa, że ktoś mu zrobił psikusa, gdy zbliża się burza!
- 20. Kiedy Bill i Ben wyruszają na wspinaczkę z Tadem, odkrywają, że boją się wysokości. Pająk Whimsy przyjdzie im z pomocą.
- 21. Bill, Ben i ich przyjaciele przygotowują wyjątkowe przyjęcie urodzinowe dla Weeda.
- 22. Kiedy Bill i Ben przeszukują ogród w poszukiwaniu zaginionego pionka szachowego, słyszą bardzo dziwne dźwięki.
- 23. Kiedy Slowcoach opowiada Billowi i Benowi o igloo, postanawiają oni wybudować własne.
- 24. Kiedy na ziemi leży śnieg, Bill i Ben budują sanie, a później odkrywają, jak magiczna może być pajęczyna Whimsy’ego.
- 25. Mimo że ogród jest wciąż zaśnieżony, Bill i Ben postanawiają zagrać w piłkę nożną, ale piłka zniknęła.
- 26. W ogrodzie jest dużo śniegu i lodu. Pry organizuje niezwykłe sportowe zawody dla Billa i Bena oraz ich przyjaciół.